# 小樽雪あかりの路

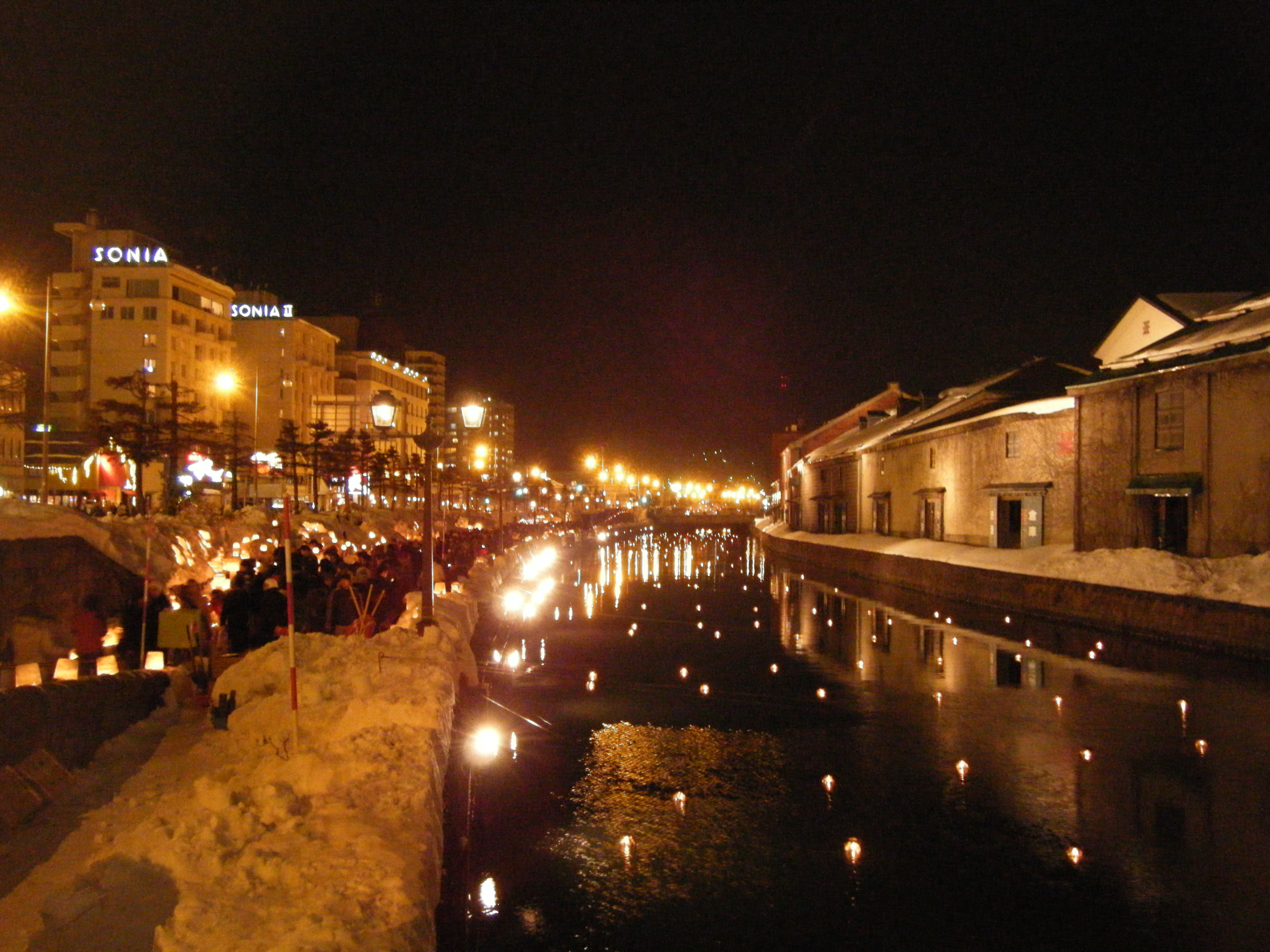
キャンドル点灯後の小樽運河

小樽雪あかりの路（おたるゆきあかりのみち、Otaru Snow Light Path）は、1999年（平成11年）より開催されている、例年2月に北海道小樽市で開催されている雪とろうそくの祭典で、冬の北海道を代表するイベントである。小樽雪あかりの路実行委員会（中村全博 実行委員長)が主催し、市民や地元商店街、町内会、企業、学校やボランティアなどが支えている。期間中は歴史的な街並みの中に並べられた無数のキャンドルによって幻想的な雰囲気が演出され人気が定着しつつある。近年は、50万人前後の来場者数を記録している（過去最高は第10回（2008年）の57万5000人）。地元では「雪あかりの路」の通称で親しまれている。

## 沿革
1997年に小樽観光誘致促進協議会で、小樽市の観光の問題点について話し合われた結果、冬季の集客が最優先課題とされた。小樽は小樽運河やガラス工芸などで全国的に知られた観光地となり、多くの観光客が小樽を訪れるようになったが、観光客が訪れる時期は多くが5月から9月であり、冬季はオフシーズンとなり、観光客の姿は市内からほとんど消えてしまっていたのである。小樽の冬のイベントとしては、雪像や滑り台を作り、キャラクターショーなどの催しを行う「ウインターフェスティバル」があり、1998年2月で23回目を迎えていたが、「マンネリ」との指摘も強く、観光関係者から「冬の観光をアピールする新たなイベント作りが急務」との声が出ていた。
1999年2月には小樽でスキー国体が開催されることから、小樽観光誘致促進協議会で、国体開催期間に合わせて何らかのイベントを開催して冬季の小樽観光を全国にPRすることが話し合われた。小樽市、小樽商工会議所などからも賛同を得られことで、開催が正式に決定した。「寂しい、暗い」というイメージを一新するため、ろうそくの明かりで運河や町を照らし出すこと、手宮線跡地に雪のトンネルと広場を設置すること、出店を設けることなどの企画が発案され、開催に至った。官庁からの押しつけでなく、市民の声から生まれたイベントという点が特徴である。小樽雪あかりの路というイベントの名称は、小樽の冬を感じさせる言葉として、小樽出身の文学者である伊藤整の詩集「雪明りの路」に由来している。

## 会場
手宮線会場と運河会場が、メイン会場となっている。第14回（2012年）では、市内46会場で行われた。
- 手宮線会場
- 運河会場
- 運河プラザ
- 朝里川温泉会場
- 天狗山会場
- あかりの路会場（市内各会場）
  - 小樽駅
  - 南小樽駅
  - 小樽築港駅
  - 銭函駅
  - 中央通り
  - 日銀通り
  - 寿司屋通り
  - 堺町通り
  - 都通り商店街
  - サンモール一番街商店街
  - 花銀商店街
  - 梁川通り商店街
  - メルヘン交差点
  - 南小樽地区
  - ぱるて築港地区
  - 天狗山地区
  - 小樽市役所
  - 幸町雪あかりの街

## 交通アクセス
期間中は中央バスによる循環バス「雪あかりの路ろまん号」、天狗山会場へ「小樽夜景シャトルバス」などが臨時運行される他、高速おたる号（北大経由）の一部が小樽運河ターミナルまで延長運行される。
小樽の玄関である小樽駅および小樽ICから小樽運河までの所要時間・距離は以下の通りである。有料駐車場は会場周辺の各所にあり、市が作成しているパンフレットの地図においてもそれが案内されている。
- 「小樽駅」より徒歩で約10分・約0.6km
- 「小樽IC」より道道臨港線経由で約3分・約2km

## 開催期間
| 回数   | 開催期間            | 来場者数   |
| ------ | ------------------- | ---------- |
| 第1回  | 1999年2月11日〜21日 | 18万人     |
| 第2回  | 2000年2月11日〜20日 | 30万5000人 |
| 第3回  | 2001年2月9日〜18日  | 39万6千人  |
| 第4回  | 2002年2月8日〜17日  | 47万8000人 |
| 第5回  | 2003年2月7日〜16日  | 49万6000人 |
| 第6回  | 2004年2月6日〜15日  | 45万7000人 |
| 第7回  | 2005年2月11日〜20日 | 46万3000人 |
| 第8回  | 2006年2月10日〜19日 | 50万5000人 |
| 第9回  | 2007年2月9日〜18日  | 56万8000人 |
| 第10回 | 2008年2月8日〜17日  | 57万5000人 |
| 第11回 | 2009年2月6日〜15日  | 47万2000人 |
| 第12回 | 2010年2月5日〜14日  | 50万8000人 |
| 第13回 | 2011年2月4日〜13日  | 57万3000人 |
| 第14回 | 2012年2月3日〜12日  | 46万1000人 |
| 第15回 | 2013年2月8日〜17日  | 49万7000人 |
| 第16回 | 2014年2月7日〜16日  | 49万8000人 |
| 第17回 | 2015年2月6日〜15日  | 49万6000人 |
| 第18回 | 2016年2月5日〜14日  | 54万4000人 |
| 第19回 | 2017年2月3日〜12日  | 51万8000人 |
| 第20回 | 2018年2月9日〜18日  | 48万8000人 |
| 第21回 | 2019年2月8日〜17日  | 47万8000人 |
| 第22回 | 2020年2月9日〜16日  | 31万5200人 |
| 第23回 | 中止                |            |
| 第24回 | 2022年2月11日〜13日 |            |
| 第25回 | 2023年2月11日〜18日 | 25万2000人 |
| 第26回 | 2024年2月10日〜17日 | 25万1000人 |
| 第27回 | 2025年2月8日〜15日  | 24万4000人 |

近年はさっぽろ雪まつりとほぼ重なる期間に開催されている。2016年は全日程で好天に恵まれたことや、春節（旧正月）と重なったことでのアジア圏の観光客の増加により、来場者数は2011年開催の第13回以来の50万人超えとなった。それ以降の来場者数の減少の理由については、2017年は建国記念日が土曜日と重なって休日が1日減ったこと、2018年は冬季オリンピックと重なったことやインフルエンザの流行、2019年は開催初日の大寒波、2020年は日韓問題や新型コロナウイルス感染症の流行などによる観光客の減少と分析されている。
2021年は新型コロナウイルス感染症拡大により、開催自体が初の全面中止となった。代わってYouTubeに公式チャンネルが設けられ、本イベントでピアノ演奏をしていたピアニストの平間さと子による演奏の模様や、過去の歴史を振り返る歴代ポスターなどが紹介された。また一方では小樽市内の病院、企業、商店街、個人の自宅などで自主的にキャンドルを灯す運動が開始されており、その模様がFacebookなどSNSでも発信され、イベントに対する想いや、コロナ禍を乗り越えたいとの市民たちの声が呼びかけられた。
2022年以降もコロナ禍の影響で、来場者数の減少傾向が続いている。2022年は当初は実行委員会により「コロナ禍で止まった冬の観光客の足を復活させたい」と意見があったものの、「従来通りの開催は危険性が高い」とも考えられたことで、例年約1週間のところを3日間に短縮、メイン会場は小樽運河のみとするなど、規模を縮小しての開催が想定されていた。コロナ禍で韓国人ボランティアなどの入国が困難となり、人手不足も縮小の要因となった。その後の感染症拡大の影響に加えて、まん延防止等重点措置が適応されたことで、メイン会場を設定せず、小樽市内から協力者を募集し、町中でろうそくのあかりを灯す方向で開催された。事務局によれば、9個入りの公式ろうそく1万袋が用意され、約5500袋が人々に手渡され、自宅前や商店街など、市内随所で雪あかりが実施された。
2023年は、3年ぶりに通常開催となった。同年は小樽運河完成から100年を迎えるため、運河会場が北運河エリアまで拡大された。一方で経費削減や人手不足から、人気のあったメイン会場の内の手宮線会場（旧国鉄手宮線跡地）は、それまでの約500メートルから約20メートルほどと大幅に縮小され、朝里川温泉会場の開催も中止された。こうした影響もあって、運河周辺の観光客からは「寒くなったらすぐホテルに戻れる」と好評だった一方で、小樽駅や小樽運河周辺以外の飲食店から客足が遠のくといった問題もみられた。小樽市内の飲食店を食べ歩きできる「おたべるトクトクきっぷ」も、コロナ禍前の2019年には300枚を売り上げたにもかかわらず、2023年の開催最終日の売上は100枚ほどであった。また、来場者数は3年前の通常開催時の約8割に落ち込んだ。原因は、開催期間が8日間と短かったこと、さっぽろ雪まつりと重複した日程が1日だけだったこと、期間中の悪天候、中国からの入国者に対するコロナ水際対策強化の影響とみられている。
2024年は、コロナ5類移行後の初の開催であり、メイン会場が運河会場と手宮線会場に拡大された。初日は大雪のために、ろうそくに火を何度つけても消えてしまい、2月13日と14日は逆に記録的な暖気のためにオブジェが溶けてしまうハプニングもあった。5類移行後で来場者の増加が期待されたものの、さっぽろ雪まつりと重なる初日が悪天候で来場者が減少したことが響き、最終的な来場者数は2023年と同程度に留まった。
2025年は訪日客の回復により、前年を上回る来場者数が見込まれていたものの、降雪や吹雪、さらに2月12日は雨のために終了時刻を前倒しするなど、悪天候が災いして来場者数が伸び悩み、1999年の第1回に次ぐ少なさとなった。一方でボランティアでは、小樽市内での有志団体の活躍に加えて、韓国のボランティア団体「OKOVO（オコボ）」の来場者が6年ぶりに40人台、台湾の団体である「友好（ヨーハオ）」が過去最多の46人に上るなど、日本国外の団体の活躍も目立った。

## 受賞歴
- 2004年 - 国土交通省主催「平成16年度手づくり郷土賞」地域活動部門受賞[35]
- 2006年 - 一般財団法人 地域活性化センター主催「第10回ふるさとイベント大賞」大賞（内閣総理大臣賞）[36]
- 2018年 - 国土交通省主催「平成30年度手づくり郷土賞」グランプリ（同賞の受賞は北海道初）[37]

## 類似イベント
- なら燈花会 -奈良市内（奈良公園一帯）で開催されるろうそくを使用したイベント
- 会津絵ろうそくまつり
- 飛鳥光の回廊 -奈良県高市郡明日香村で毎年実施されるろうそくを使用イベント
- 光輝く氷のぼんぼりとかまくら祭- 栃木県日光市
- 弘前城雪燈籠まつり-青森県弘前市雪燈籠やミニカマクラにろうそくのイベント